# PySide
PySide is een Python-binding voor de multiplatform GUI-toolkit Qt. Het is een van de alternatieven voor de GUI-toolkit Tkinter, die wordt meegeleverd met python. Andere populaire alternatieven zijn PyGTK, de binding voor GTK+ en wxPython, de binding voor WxWidgets. PySide is, net als Qt zelf, vrije software. Toen het project begon, gebruikte het de bindings-generator Boost.Python van de Boost. Later werd overgestapt op de generator Shiboken om de bestandsgrootte van de bindings en het geheugengebruik te reduceren.
PySide werd in augustus 2009 vrijgegeven door Nokia, destijds eigenaar van de Qt-toolkit. Dat gebeurde onder de LGPL, wat direct het belangrijkste verschil is met het al langer bestaande PyQt, ontwikkeld door Riverbank Computing.
PySide ondersteunt Linux/X11, Mac OS X, Windows, Maemo 5 en voorheen ook MeeGo.

De opvolger voor Qt5 is "Qt for Python".

## Voorbeeld
```
import
 
sys

from
 
PySide
 
import
 
QtCore
,
 
QtGui

app
 
=
 
QtGui
.
QApplication
(
sys
.
argv
)

win
 
=
 
QtGui
.
QWidget
()

win
.
resize
(
320
,
 
240
)
  

win
.
setWindowTitle
(
"Hello, World!"
)
 

win
.
show
()

sys
.
exit
(
app
.
exec_
())

```